# Joseph Fodor
Joseph Andreas Fodor (Venlo, doopjaar 1751- Sint-Petersburg, 3 oktober 1828) was een Nederlands componist en violist.
Hij was zoon van Carolus Fodor en Maria Elizabeth Messemaeckers. Joseph Fodor werd als kind van een militair gedoopt in Venlo, alwaar zijn vader gelegen was en na of tijdens zijn militaire loopbaan violist was; zijn moeder is afkomstig uit een muzikale familie. Charles Fodor en Carolus Antonius Fodor, broers van Joseph, gingen eveneens de muziek in. Josephs dochter Josephine Fodor werd eveneens musicus.
Zijn muzikale opleiding kreeg hij eerst van zijn vader en in en om zijn geboortestad, wellicht ook van zijn oom, organist in de parochiekerk. Op veertienjarige leeftijd kon hij zijn studie voortzetten in Berlijn bij de bekende violist Franz Benda. Na zijn opleiding vertrok hij naar Parijs om er enige jaren met succes te concerteren, onder andere in Concert Spirituel, en lesgeven. Rond 1793 vertrok hij naar Sint-Petersburg, alwaar hij ook overleed. Louis Spohr heeft Fodor ooit eens horen spelen in Sint-Petersburg, maar vond zijn spel ondraaglijk, aldus zijn dagboek. Joseph Fodor was aldaar ook enige tijd correspondent voor het Koninklijk instituut van Wetenschappen, Letterkunde en Schoone Kunsten, hij was daarin een collega van Ludwig van Beethoven uit Wenen en zijn broer Antoine vanuit Amsterdam.
Joseph of ook weleens Jean Fodor leverde voorts een aantal composities af voor de viool (vioolsoli, -duetten, -trio's en -kwartetten). Zij werden uitgegeven in Berlijn, Wenen, Parijs en Amsterdam.
- Bibsys: 2066234
- Biblioteca Nacional de España: XX1639324
- Bibliothèque nationale de France: cb14982169n (data)
- Biografisch Portaal: 01811110
- Digitale Bibliotheek voor de Nederlandse Letteren: fodo003
- Gemeinsame Normdatei: 1056157119
- International Standard Name Identifier: 0000 0000 7824 5957
- Library of Congress Control Number: no2003037174
- Nationale Bibliotheek van Tsjechië: mzk2010577965
- Nederlandse Thesaurus van Auteursnamen: 143835742
- Istituto Centrale per il Catalogo Unico: MUSV026724
- Virtual International Authority File: 29806476
- WorldCat: E39PBJfRHfJ99gkWpv6rmTJdQq